# N50 (België)
De N50 is een gewestweg tussen de Belgische steden Bergen en Brugge. De weg loopt van de Henegouwse provinciehoofdstad Bergen in westelijke richting naar Doornik, en loopt daarna noordwaarts naar Kortrijk in het zuiden van de provincie West-Vlaanderen en Brugge in het noorden van die provincie.

## Traject

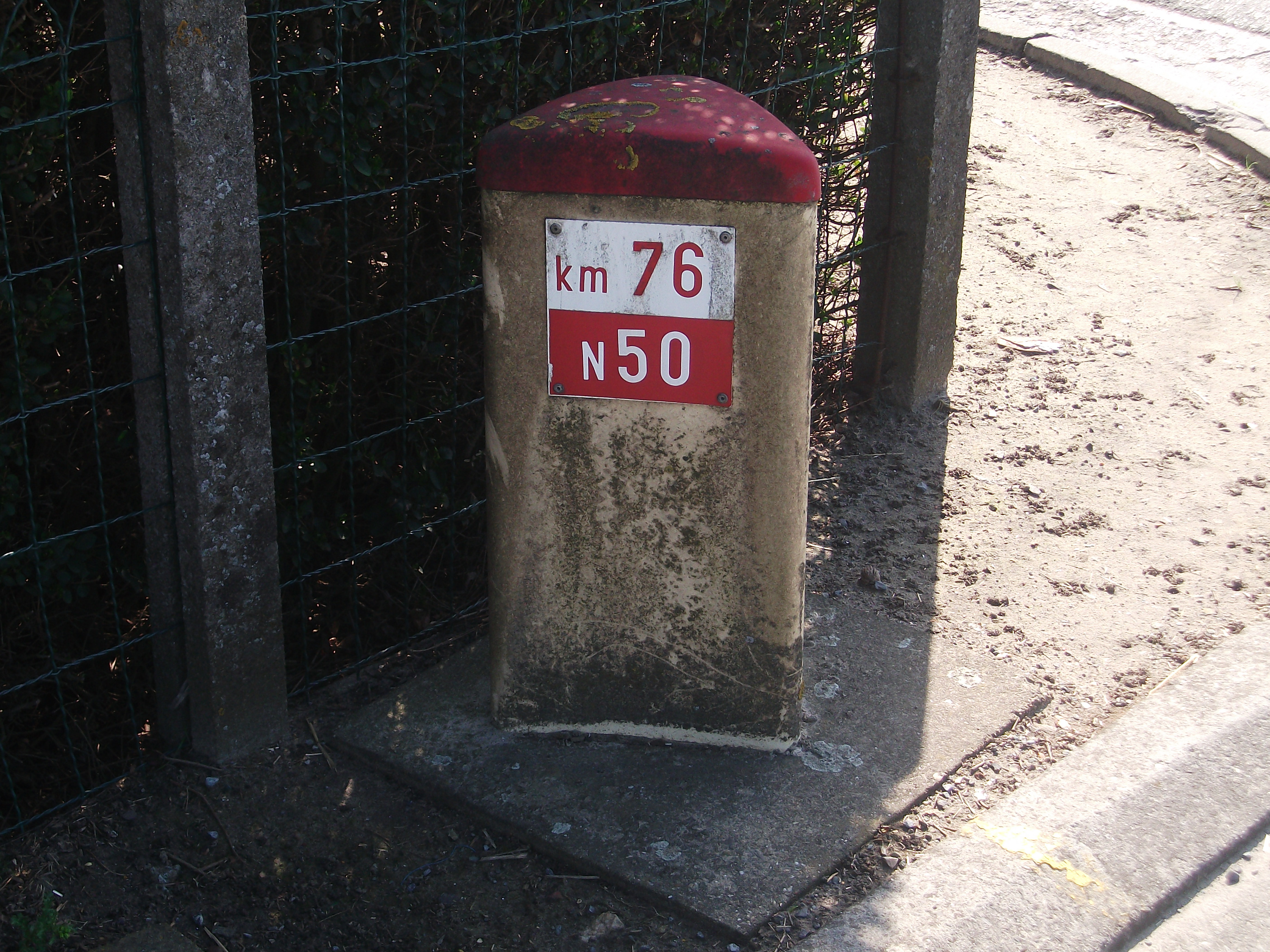
Kilometerpaal van de N50

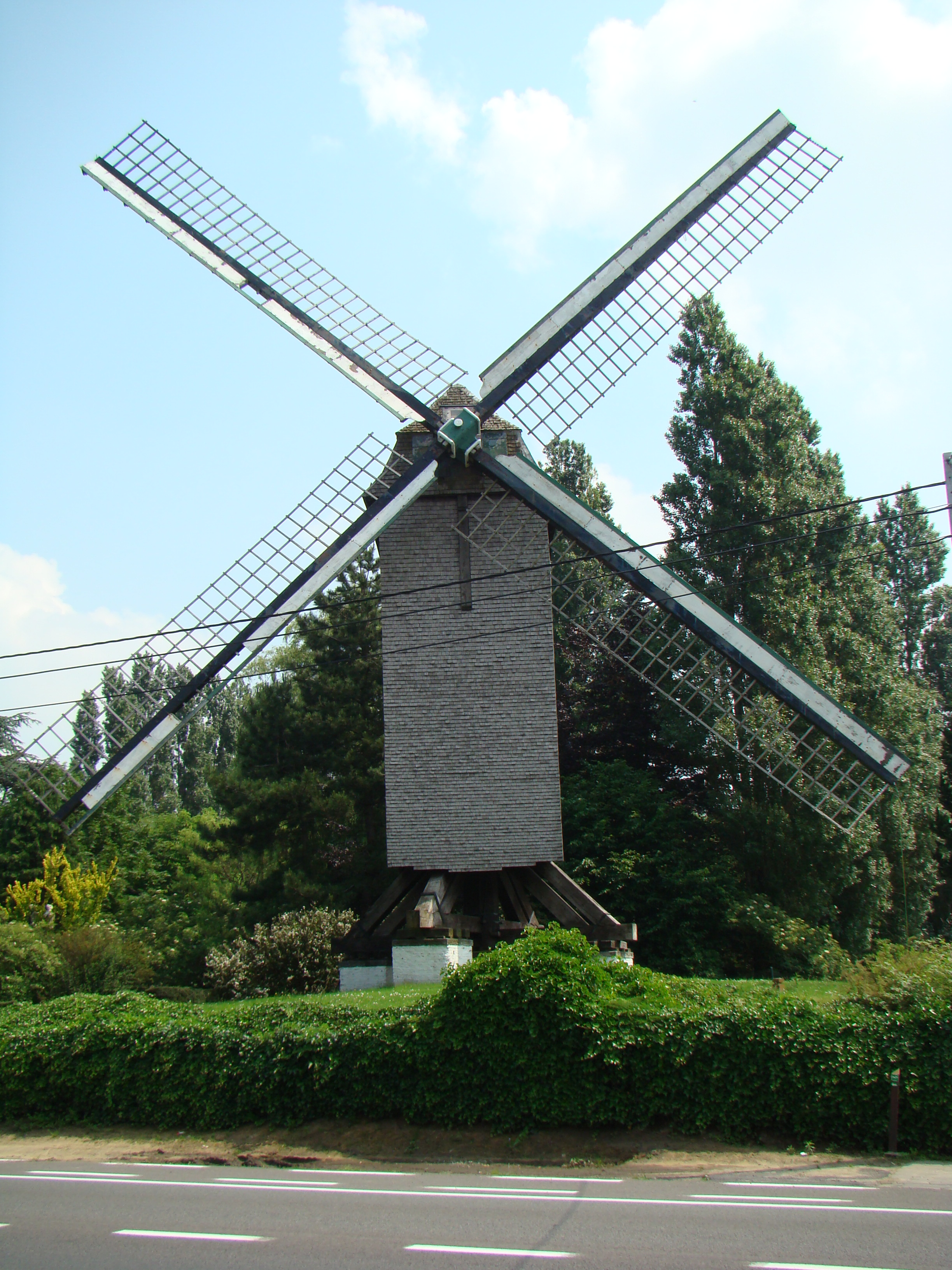
Stokerijmolen in Kuurne

De weg begint in Bergen aan de kleine Bergense ring R50 en loopt in westelijke richting uit de stad. Net ten westen van Bergen wordt de snelweg A7/E19 gekruist; de verbindingsweg B501 zorgt voor aansluiting met de snelweg. Voorbij Ghlin loopt de weg bijna 10 km ten noorden langs het Kanaal Nimy-Blaton-Péronnes via Baudour, Tertre en Villerot. In Hautrage buigt de N50 af in noordwestelijke richting en loopt 20 km verder in hoofdzakelijke kaarsrechte stukken over grondgebied Ville-Pommerœul, langs Grandglise, Quevaucamps, Basècles, Thumaide, Bury, Braffe, Ponange (op de grens van Baugnies en Pipaix) tot Barry.
Daar buigt de weg opnieuw westwaarts af en gaat er over in de N7, die via Gaurain-Ramecroix over 10 km recht naar Doornik loopt. Vanaf de Doornikse stadsring R52 loopt de N50 over zijn eigen traject weer verder in noordelijke richting. Net buiten het stadscentrum kruist de weg in Froyennes nog de snelweg A8/E42 en loopt daarna verder noordwaarts via Ramegnies-Chin, Esquelmes, Pecq en Warcoing naar de provincie West-Vlaanderen. Van Doornik tot Warcoing loopt de weg net ten westen van de Schelde.
In het zuiden van West-Vlaanderen loopt de N50 langs Spiere, Kooigem en Bellegem en kruist dan de autosnelweg A14/E17. De N323a zorgt via het Ei van Kortrijk voor een aansluiting op deze snelweg. Daarna loopt de N50 het stadscentrum van Kortrijk binnen om er aan te sluiten op de stadsring R36. Vanaf het noorden van de stadsring loopt de weg voorbij de Kortrijkse ring R8 naar het noorden van de provincie via Kuurne, Hulste, Ingelmunster, Meulebeke en het gehucht Sneppe op de grens met Ardooie, Pittem, Egem, Zwevezele met het gehucht Hille, Ruddervoorde en Waardamme.
In het noorden van West-Vlaanderen wordt in Oostkamp nog de snelweg A10/E40 gekruist, eer de N50 de provinciehoofdstad Brugge binnenloopt via Steenbrugge en Assebroek, om er te eindigen op de Brugse stadsring R30 aan de Katelijnepoortbrug. Eigenlijk loopt het tracé nog verder in het stadscentrum van de Katelijnestraat, Mariastraat, Simon Stevinplein en Steenstraat naar de Grote Markt, maar deze laatste straten zijn gemeentelijke wegen.

## Geschiedenis
De weg volgt ongeveer het tracé van eeuwenoude verbindingswegen tussen de steden Bergen, Doornik, Kortrijk en Brugge. De meeste stukken kregen hun huidige rechte tracé toen ze in de 18e eeuw in de periode van de Oostenrijkse Nederlanden werden rechtgetrokken en verhard. Enkel een stuk ten westen van Bergen is recenter, en volgt er het 19de-eeuwse kanaal.
In de tweede helft van de 20ste eeuw werd de functie voor verkeer op bovenlokaal niveau overgenomen door verschillende autosnelwegen die enigszins parallel lopen met het traject van de N50, meer bepaald de A17/E403 en A16/E42 tussen Bergen en Doornik en de A17/E403 tussen Doornik, Kortrijk en Brugge.
Op verschillende plaatsen werd een rondweg rond stads- en dorpskernen gemaakt, en volgt het wegnummer N50 niet langer het oude tracé van de steenwegen door de dorpscentra. Zo volgt zowel in Ingelmunster als Oostkamp de N50 een ring ten oosten van het centrum.

## Straatnamen
De weg is een opeenvolging van verschillende straten, die in de verschillende gemeenten meerdere namen dragen.
| Bergen - Avenue de l'Université - Chaussée de Ghlin - Avenue du Régent - Rue de Mons - Avenue de la Libération - Rue de Baudour - Rue des Ayettes - Route de Wallonie Saint-Ghislain - Rue de Wallonie - Route de Wallonie - Route N°624 de Wallonie - Grand'Route de Mons Bernissart - Route de Mons Belœil - Rue de Tournai - Rue Grande - Rue Octave Battaile - Rue Sainte-Brigitte Péruwelz - Grand'Route Leuze-en-Hainaut - Chaussée de Mons Doornik - Chaussée de Mons - gaat over in N7, met de namen Grand'Route en Chaussée de Bruxelles - Avenue de Maire - Chaussée de Petit Maire - Chaussée de Tournai Pecq - Rue de Tournai - Rue de Courtrai - Grand'Route Spiere-Helkijn - IJzeren Bareel | Kortrijk - Doornikserijksweg - 't Hoge - Doorniksesteenweg - Doorniksewijk - Brugsesteenweg Kuurne - Brugsesteenweg Harelbeke - Brugsesteenweg Ingelmunster - Kortrijkstraat - De Ring - Bruggestraat Meulebeke - Bruggesteenweg Ardooie - Brugsebaan Pittem - Brugsesteenweg Zwevezele - Kortrijksteenweg - Hille - Brugsesteenweg Oostkamp - Kortrijksestraat - Siemenslaan - Europaplein - Gruuthuselaan - Albrecht Rodenbachstraat - Brugsestraat - Gaston Roelandtsstraat Brugge - Kortrijkstraat - Baron Ruzettelaan - Katelijnestraat - Mariastraat - Simon Stevinplein - Steenstraat - Markt |

## Bezienswaardigheden

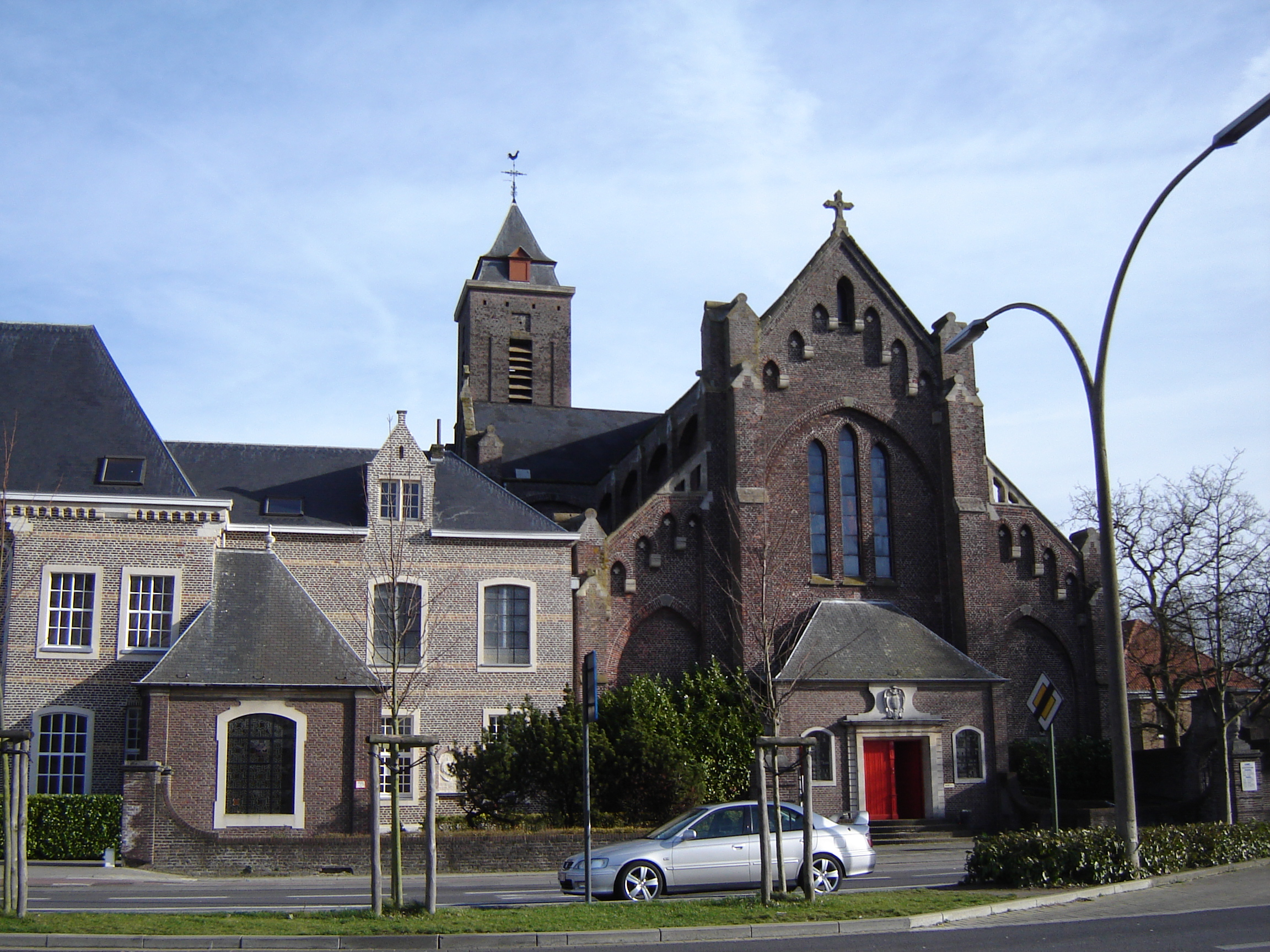
Heilig Hart en Sint-Philippuskerk in Steenbrugge (Brugge)

- het bos van Stambruges met daarin de beschermde Mer de Sables
- de Eglise Saint-Martin van Grandglise
- de Eglise Saint-Martin van Basècles
- de Avenue de Maire, een deel van de N50 van ruim een kilometer, van Doornik naar het noorden, is als site beschermd
- de beschermde schuur van de historische hoeve Ter Scueren of het Sint-Antoniushof, in Kooigem
- het als landschap beschermde Bellegembos en Argendaalbos in Bellegem
- de Sint-Augustinuskapel in Bellegem
- het bewaarde voetstuk van de Kattebergmolen in Bellegem
- Kasteel 't Hooghe in Hoog Kortrijk
- het Park de Blauwe Poorte in Kortrijk
- een aantal panden aan de Doorniksewijk in Kortrijk:
  - het Sint-Jorispaviljoen, een paviljoen van de voetboegschutters, uit 1810
  - de vijf beschermde herenhuizen, Doorniksewijk 8, 10, 12, 14 en 16
  - een herenhuis uit 1864, Doorniksewijk 22
  - een neoclassicistisch herenhuis, Doorniksewijk 39
  - de voormalige brouwerswoning met tuin en koetshuis, Doorniksewijk 49
  - het Hôtel, Doorniksewijk 66
  - de beschermde tuin, Doorniksewijk 148
- de Stokerijmolen in Kuurne
- de Rysselendemolen op het kruispunt met de Pittemstraat in Ardooie
- het kasteel Sint-Hubert in Ruddervoorde
- de abdij van Steenbrugge

## Aftakkingen

### N50a
De N50a is een 177 meter lange aftakking van de N50 in Kortrijk tussen de Vlasmarkt en de Wandelweg. De naam van de weg is Doorniksestraat en sluit ten zuiden van de spoorlijn aan op de N50 en N50h.

### N50d
De N50d is een korte gewestweg (3,8 km) die start aan de N50 en zo door het centrum van Ingelmunster passeert langs de N357 en de N399. Uiteindelijk komt deze terug uit op de N50 enkele kilometers verder. Deze loopt ook voor een korte afstand samen met de N357.
De weg passeert onder andere het station Ingelmunster, het kanaal Roeselare-Leie en de rivier Mandel. Dit is het oude traject van de N50 door het centrum van Ingelmunster.

### N50f
De N50f is een 1,5 kilometer lange weg door de plaats Oostkamp. Waar de N50 om Oostkamp gaat, gaat de N50f dwars door Oostkamp. Het beginpunt van de N50f is aan de zuidkant van Oostkamp in aansluiting met de N50 en de weg eindigt aan de noordkant eveneens in aansluiting met de N50.

### N50g
De N50g is een 4,2 kilometer lange aftakking van de N50 tussen Oostkamp en Hertsberge. De weg komt daarnaast nog langs het plaatsje Erkegem.

### N50h
De N50h is een korte verbindingsweg tussen de N50 en de R36 in Kortrijk. De 260 meter lange route gaat over de Minister Tacklaan. Zowel op het begin als het op het eind wordt er aangesloten op de R36.